# Zandstra (schaatsen)
Zandstra Sport, officieel W.Th. Zandstra BV Groothandel en Schaatsenfabriek, is een Nederlandse schaatsenfabriek, gevestigd te Joure.
Als oprichtingsdatum wordt 11 maart 1825 aangehouden, de dag dat Wouter Th. Zandstra (1797-1868) een pand in Sneek betrok om een zeilmakerij te starten. Hij breidde het bedrijf later uit met de touwslagerij van zijn broer en met een taanderij. In 1855 werd het bedrijf overgenomen door zoon Thomas W. Zandstra (1846-1902), en in 1902 werd diens zoon Wouter (1869-1925) de eigenaar. Deze laatste breidde het bedrijf uit met een zadelmakerij. Na zijn overlijden in 1925 werd de op dat moment 18-jarige Thomas Zandstra (1906-1984) de eigenaar.
Thomas Zandstra richtte zich al snel voornamelijk op schaatsen. De vraag hiernaar nam in 1930 door een strenge winter een grote vlucht, waarop Zandstra vanuit Noorwegen een paar duizend schaatsen importeerde. De handel in schaatsen groeide uit tot ruim vijftig procent van de omzet van het bedrijf. Naast het importeren van schaatsen kocht Zandstra BV onafgemaakte partijen op van onder andere Batavus, die vervolgens verder werden geassembleerd. Na een periode van mildere winters richtte het bedrijf zich in het begin van de jaren zeventig meer op groothandel in watersportartikelen.
Zandstra werd in 1975 door Wouter Zandstra (1943-2019), de zoon van Thomas, overgenomen. In 1983 verhuisde het bedrijf van Sneek naar Joure. Wouter Zandstra bedacht de combi-noor, waarbij de standaard schaatsschoen op een hoge noor werd vervangen door een ijshockeyschoen. Ook bedacht hij de easy glider, een moderne kunststofvariant van de Friese doorloper. 
Wouter Zandstra overleed in januari 2019 op 75-jarige leeftijd.